# Лысковка
Лысковка (укр. Лисківка) — село,
Царичанский поселковый совет,
Царичанский район,
Днепропетровская область,
Украина.
Код КОАТУУ — 1225655104. Население по переписи 2001 года составляло 378 человек .

## Географическое положение
Село Лысковка находится на левом берегу реки Прядовка в месте, где её пересекает канал Днепр — Донбасс,
выше по течению на расстоянии в 2 км расположено село Пилиповка,
ниже по течению примыкает село Могилёв,
на противоположном берегу — село Драговка.
Река в этом месте извилистая, образует лиманы, старицы и заболоченные озёра.
Рядом проходит автомобильная дорога Т-0412.